# Gråbrødrekloster Museet
Gråbrødrekloster Museum er et underjordisk museum i Algade i Aalborg. Det er indrettet i ruinerne af det gråbrødrekloster som blev grundlagt i 1250 i byen og det fungerede frem til 1530 hvor det blev nedlagt. Klosteret fungerede i en tid som hospital i perioden omkring reformationen, men blev senere revet ned således at det kun er fundamentet der er at finde i dag.
I nyere tid havde man, gennem forskellige arkæologiske undersøgelser på omkringliggende bygninger, i flere år haft kendskab til et klosterkirke fundament, men helheden var ikke kendt. En større helhed blev dog etableret da Aalborg historiske museum i årene 1994-1995 foretog en større udgravning af det, i forbindelse med byggeriet af et beboelses- og forretningskompleks ved Algade 19.
Museet blev indviet d. 9 Januar 2001, og snoren blev klippet af historiker og arkæolog Olaf Olsen. I 2004 blev museet en del af Nordjyllands Historiske Museum, der også tæller Aalborg Historiske Museum, som ligeledes ligger i byen.
Museet ligger 3 meter under Algade og Salling, og indgangen forgår primært via en elevator. Museet havde per april 2017 åbent fra 10-16 imellem november og april, samt 10-17 imellem april og november.
Museet udstiller arkæologiske genstande fra udgravningerne i og omkring ruinerne, og belyser således både klostret men også byens historie som eksempelvis inkludere en gammel markedsplads og bygninger der måtte vige pladsen for klosteret. Blandt de udstillede fund er både genstande fra vikingetiden, middelalderen, og mere specifikt inkludere det skeletter fra klostererts kirkegård.